# Rote Spitze (Allgäualperna)
Rote Spitze är ett berg i Österrike.   Det ligger i bergområdet Allgäualperna i distriktet Reutte och förbundslandet Tyrolen, i den västra delen av landet, 400 km väster om huvudstaden Wien. Toppen på Rote Spitze är 2 130 meter över havet.
Terrängen runt Rote Spitze är bergig söderut, men norrut är den kuperad. Runt Rote Spitze är det ganska glesbefolkat, med 26 invånare per kvadratkilometer.. Närmaste större samhälle är Reutte, 17,2 km öster om Rote Spitze. 
I omgivningarna runt Rote Spitze växer i huvudsak blandskog.